# (7073) Rudbelia
(7073) Rudbelia est un astéroïde de la ceinture principale.

## Description
(7073) Rudbelia est un astéroïde de la ceinture principale. Il fut découvert le 11 septembre 1972 à Naoutchnyï par Nikolaï Tchernykh. Il présente une orbite caractérisée par un demi-grand axe de 2,29 UA, une excentricité de 0,18 et une inclinaison de 4,6° par rapport à l'écliptique.

## Compléments